# 達爾文 (福克蘭群島)

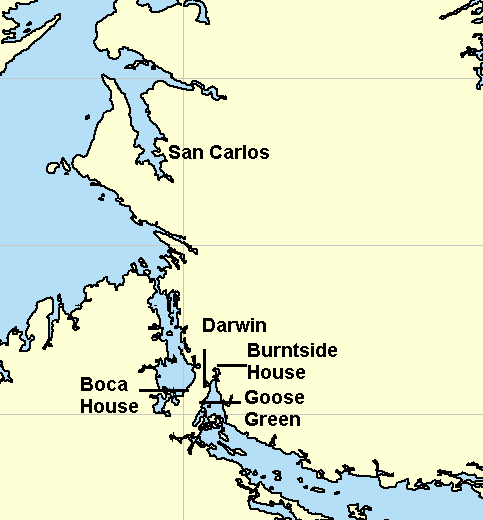
達爾文在福克蘭群島（Falkland Islands）的位置

達爾文（英語：Darwin）是福克蘭群島（Falkland Islands）東福克蘭（East Falkland）Lafonia的一個村落，位處古斯格林（Goose Green）以北4公里，群島中地峽東面，面向舒瓦瑟爾海灣（Choiseul Sound）。
達爾文建於1859年，是Lafonia的牧羊業中心。及至1922年，農場遷往該村以南的Goose Green，並被一道泥炭場所隔，達爾文因而黯然失色。
畜欄、Galpon建築（19世紀高楚人（gaucho）的家園）、阿根廷軍人公墓（Argentine Military Cemetery），以及舒瓦瑟爾海灣與池塘的鳥類，都是達爾文的特色。
達爾文以博物學家查爾斯·達爾文（Charles Darwin）的名字命名的。他在英國皇家海軍小獵犬號戰艦（HMS Beagle）第二次航行時，在福克蘭群島（Falkland Islands）上進行過一項動物學研究。
在古斯格林戰役（Battle of Goose Green）中的福克蘭群島戰爭（Falklands War）期間，達爾文和附近的市郊可看到重型戰場。